# Carlos Alberto Dias
Carlos Alberto Dias est un footballeur brésilien né le 5 mai 1967 à Brasília.